# Lillesjön (Ekby socken, Västergötland)
Lillesjön är en sjö i Mariestads kommun i Västergötland och ingår i Göta älvs huvudavrinningsområde.